# 1. liga słoweńska w piłce siatkowej mężczyzn (1996/1997)
1. liga słoweńska w piłce siatkowej mężczyzn 1996/1997 (oficjalnie 1. državna odbojkarska liga 1996/1997, w skrócie 1. DOL 1996/1997) – 6. sezon mistrzostw Słowenii zorganizowany przez Słoweński Związek Piłki Siatkowej (Odbojkarska zveza Slovenije, OZS).
1. liga w sezonie 1996/1997 rozszerzona została do 16 drużyn. Do najwyższej klasy rozgrywkowej z 2. ligi awansowały kluby Granit Preskrba Slovenska Bistrica, Žužemberk i Termo Lubnik Škofja Loka. Rozgrywki składały się z fazy zasadniczej, drugiej fazy oraz finałów. W fazie zasadniczej na podstawie wyników z poprzedniego sezonu zespoły podzielone zostały na dwie dywizje – 1A. i 1B. W obu dywizjach drużyny rozegrały między sobą po dwa spotkania. W drugiej fazie ponownie zespoły trafiły do dwóch dywizji, z tym że dwie najsłabsze drużyny w dywizji 1A. fazy zasadniczej trafiły do dywizji 1B., natomiast dwa najlepsze zespoły z dywizji 1B. fazy zasadniczej – do dywizji 1A. Dwie najlepsze drużyny drugiej fazy rywalizowały do dwóch zwycięstw w finałach o mistrzostwo Słowenii.
Po raz czwarty mistrzem Słowenii został Salonit Anhovo Kanal, który w finałach fazy play-off pokonał Gradis Maribor. Trzecie miejsce zajął klub A Banka Olimpija. Do 2. DOL spadły kluby Črnuče i Žirovnica.

## System rozgrywek
W sezonie 1996/1997 w 1. lidze słoweńskiej uczestniczyło 16 drużyn. Rozgrywki składały się z fazy zasadniczej, drugiej fazy oraz finałów.

### Faza zasadnicza
W fazie zasadniczej drużyny zostały podzielone na dwie dywizje: 1A. i 1B. Do dywizji 1A. trafiło osiem najlepszych zespołów w sezonie 1995/1996, natomiast do dywizji 1B. te, które w sezonie 1995/1996 zakończyły rozgrywki na miejscach 9-13 oraz trzy najlepsze drużyny z 2. ligi.
W ramach dywizji drużyny rozegrały ze sobą po dwa spotkania systemem kołowym (mecz u siebie i rewanż na wyjeździe). Sześć najlepszych zespołów z dywizji 1A. oraz dwa najlepsze z dywizji 1B. trafiły w drugiej fazie do dywizji 1A., pozostałe drużyny natomiast do dywizji 1B.

### Druga faza
W drugiej fazie drużyny ponownie rywalizowały w dwóch dywizjach: 1A. i 1B. Podział zespołów na dywizje nastąpił według poniższego klucza.
| Druga faza           | Druga faza           |
| 1A. DOL              | 1B. DOL              |
| -------------------- | -------------------- |
| 1. miejsce w 1A. DOL | 7. miejsce w 1A. DOL |
| 2. miejsce w 1A. DOL | 8. miejsce w 1A. DOL |
| 3. miejsce w 1A. DOL | 3. miejsce w 1B. DOL |
| 4. miejsce w 1A. DOL | 4. miejsce w 1B. DOL |
| 5. miejsce w 1A. DOL | 5. miejsce w 1B. DOL |
| 6. miejsce w 1A. DOL | 6. miejsce w 1B. DOL |
| 1. miejsce w 1B. DOL | 7. miejsce w 1B. DOL |
| 2. miejsce w 1B. DOL | 8. miejsce w 1B. DOL |

W ramach dywizji drużyny rozegrały ze sobą po dwa spotkania systemem kołowym (mecz u siebie i rewanż na wyjeździe). Dwie najlepsze drużyny dywizji 1A. awansowały do finałów, pozostałe zostały sklasyfikowane odpowiednio na miejscach 3-8. Zespoły z miejsc 1-6 dywizji 1B. zakończyły rozgrywki ligowe na miejscach 9-14. Dwie najgorsze drużyny dywizji 1B. spadły do 2. ligi.

### Finały
W finałach grały dwie najlepsze drużyny dywizji 1A. Rywalizacja toczyła się do dwóch zwycięstw ze zmianą gospodarza po każdym meczu. Gospodarzem pierwszego spotkania była drużyna, która w drugiej fazie zajęła wyższe miejsce w tabeli.

## Drużyny uczestniczące
| | 1A. DOL 1996/1997                  |    |      |
| --- | ---------------------------------- | -- | ---- |
| SAL | Salonit Anhovo Kanal               | 1  | PEMK |
| MRB | Gradis Maribor                     | 2  | PEZP |
| OLI | A Banka Olimpija                   | 3  | CEV  |
| PMG | Pomgrad                            | 4  | CEV  |
| BLE | Minolta Bled                       | 5  |      |
| FUŽ | Fužinar                            | 6  |      |
| KRK | Krka Novo mesto                    | 7  |      |
| IZL | Hotel Simonov Zaliv Izola          | 8  |      |
| | 1B. DOL 1996/1997                  |    |      |
| LJU | Ljutomer                           | 9  |      |
| KAM | Kamnik                             | 10 |      |
| TPŠ | Šoštanj Topolšica                  | 11 |      |
| ŽRV | Žirovnica                          | 12 |      |
| ČRN | Črnuče                             | 13 |      |
| | Awans z 2. DOL                     |    |      |
| GRN | Granit Preskrba Slovenska Bistrica | 1  |      |
| ŽUŽ | Žužemberk                          | 2  |      |
| LUB | Termo Lubnik Škofja Loka           | 3  |      |
| Oznaczenia: - kolumna pierwsza – skróty nazw drużyn wpisane na mapie (jeśli ta została zamieszczona), - kolumna trzecia – miejsce zajęte przez daną drużynę w poprzednim sezonie. |                                    |    |      |

Uwaga: Do 31 stycznia 1996 roku klub Gradis Maribor występował pod nazwą Maribor.

## Faza zasadnicza

### 1A. DOL

#### Tabela wyników
| Gospodarz \ Gość1         | SAL | MRB | OLI | PMG | BLE | FUŽ | KRK | IZL |
| ------------------------- | --- | --- | --- | --- | --- | --- | --- | --- |
| Salonit Anhovo Kanal      | -   | 3:1 | 3:0 | 3:0 | 3:0 | 3:1 | 3:0 | 3:0 |
| Maribor                   | 0:3 | -   | 0:3 | 3:1 | 3:1 | 3:1 | 3:0 | 3:2 |
| A Banka Olimpija          | 0:3 | 3:0 | -   | 3:1 | 3:1 | 3:0 | 3:0 | 3:0 |
| Pomgrad                   | 0:3 | 3:1 | 3:2 | -   | 3:0 | 3:2 | 1:3 | 3:0 |
| Minolta Bled              | 0:3 | 0:3 | 0:3 | 0:3 | -   | 0:3 | 3:1 | 3:0 |
| Fužinar                   | 0:3 | 3:0 | 0:3 | 1:3 | 3:1 | -   | 3:0 | 3:0 |
| Krka Novo mesto           | 1:3 | 2:3 | 1:3 | 0:3 | 1:3 | 3:2 | -   | 3:0 |
| Hotel Simonov Zaliv Izola | 0:3 | 0:3 | 0:3 | 3:1 | 1:3 | 0:3 | 1:3 | -   |

Źródło: OZS (słoweń.)
1 Drużyna gospodarzy jest wymieniona po lewej stronie tabeli.
Kolory:
  zwycięstwo gospodarzy 3:0 lub 3:1
  zwycięstwo gospodarzy 3:2
  zwycięstwo gości 3:0 lub 3:1
  zwycięstwo gości 3:2

#### Tabela
| Lp. | Drużyna                   | Pkt | Mecze | Mecze | Mecze | Sety | Sety | Sety  | Małe punkty | Małe punkty | Małe punkty |
| Lp. | Drużyna                   | Pkt | M     | W     | P     | wyg. | prz. | stos. | zdob.       | str.        | stos.       |
| --- | ------------------------- | --- | ----- | ----- | ----- | ---- | ---- | ----- | ----------- | ----------- | ----------- |
| 1.  | Salonit Anhovo Kanal      | 28  | 14    | 14    | 0     | 42   | 3    | 14.00 | 665         | 384         | 1.73        |
| 2.  | A Banka Olimpija          | 22  | 14    | 11    | 3     | 35   | 12   | 2.92  | 644         | 447         | 1.44        |
| 3.  | Pomgrad                   | 16  | 14    | 8     | 6     | 28   | 24   | 1.17  | 639         | 632         | 1.01        |
| 4.  | Maribor                   | 16  | 14    | 8     | 6     | 26   | 25   | 1.04  | 632         | 604         | 1.05        |
| 5.  | Fužinar                   | 12  | 14    | 6     | 8     | 25   | 25   | 1.00  | 613         | 586         | 1.05        |
| 6.  | Krka Novo mesto           | 8   | 14    | 4     | 10    | 18   | 34   | 0.53  | 599         | 700         | 0.86        |
| 7.  | Minolta Bled              | 8   | 14    | 4     | 10    | 15   | 33   | 0.45  | 486         | 625         | 0.78        |
| 8.  | Hotel Simonov Zaliv Izola | 2   | 14    | 1     | 13    | 7    | 40   | 0.18  | 385         | 685         | 0.56        |

Źródło: OZS (słoweń.)
Zasady ustalania kolejności: 1. liczba zdobytych punktów; 2. wyższy stosunek setów; 3. wyższy stosunek małych punktów.
Punktacja: zwycięstwo – 2 pkt; porażka – 0 pkt
     Druga faza – 1A. DOL
     Druga faza – 1B. DOL

### 1B. DOL

#### Tabela
| Lp. | Drużyna                            | Pkt | Mecze | Mecze | Mecze | Sety | Sety | Sety  | Małe punkty | Małe punkty | Małe punkty |
| Lp. | Drużyna                            | Pkt | M     | W     | P     | wyg. | prz. | stos. | zdob.       | str.        | stos.       |
| --- | ---------------------------------- | --- | ----- | ----- | ----- | ---- | ---- | ----- | ----------- | ----------- | ----------- |
| 1.  | Kamnik                             | 26  | 14    | 13    | 1     | 39   | 6    | 6.50  | 642         | 345         | 1.86        |
| 2.  | Šoštanj Topolšica                  | 26  | 14    | 13    | 1     | 40   | 8    | 5.00  | 689         | 455         | 1.51        |
| 3.  | Granit Preskrba Slovenska Bistrica | 16  | 14    | 8     | 6     | 28   | 25   | 1.12  | 663         | 643         | 1.03        |
| 4.  | Žužemberk                          | 16  | 14    | 8     | 6     | 28   | 27   | 1.04  | 639         | 651         | 0.98        |
| 5.  | Termo Lubnik Škofja Loka           | 14  | 14    | 7     | 7     | 30   | 23   | 1.30  | 667         | 570         | 1.17        |
| 6.  | Ljutomer                           | 10  | 14    | 5     | 9     | 20   | 29   | 0.69  | 549         | 592         | 0.93        |
| 7.  | Žirovnica                          | 4   | 14    | 2     | 12    | 8    | 38   | 0.21  | 381         | 653         | 0.58        |
| 8.  | Črnuče                             | 0   | 14    | 0     | 14    | 5    | 42   | 0.12  | 364         | 685         | 0.53        |

Źródło: OZS (słoweń.)
Zasady ustalania kolejności: 1. liczba zdobytych punktów; 2. wyższy stosunek setów; 3. wyższy stosunek małych punktów.
Punktacja: zwycięstwo – 2 pkt; porażka – 0 pkt
     Druga faza – 1A. DOL
     Druga faza – 1B. DOL

## Druga faza

### 1A. DOL

#### Tabela wyników
| Gospodarz \ Gość1    | SAL | OLI | PMG | MRB | FUŽ | KRK | KAM | TPŠ |
| -------------------- | --- | --- | --- | --- | --- | --- | --- | --- |
| Salonit Anhovo Kanal | -   | 3:1 | 3:2 | 2:3 | 3:1 | 3:1 | 3:0 | 3:0 |
| A Banka Olimpija     | 0:3 | -   | 3:0 | 0:3 | 3:1 | 3:1 | 3:0 | 3:0 |
| Pomgrad              | 0:3 | 0:3 | -   | 0:3 | 3:1 | 3:1 | 3:0 | 3:1 |
| Gradis Maribor       | 3:1 | 3:0 | 3:1 | -   | 3:0 | 3:0 | 3:1 | 3:0 |
| Fužinar              | 1:3 | 3:2 | 3:2 | 3:0 | -   | 3:0 | 3:0 | 3:0 |
| Krka Novo mesto      | 1:3 | 1:3 | 0:3 | 1:3 | 3:2 | -   | 3:1 | 2:3 |
| Kamnik               | 0:3 | 0:3 | 0:3 | 1:3 | 0:3 | 1:3 | -   | 3:2 |
| Šoštanj Topolšica    | 0:3 | 2:3 | 0:3 | 0:3 | 0:3 | 2:3 | 3:1 | -   |

Źródło: OZS (słoweń.)
1 Drużyna gospodarzy jest wymieniona po lewej stronie tabeli.
Kolory:
  zwycięstwo gospodarzy 3:0 lub 3:1
  zwycięstwo gospodarzy 3:2
  zwycięstwo gości 3:0 lub 3:1
  zwycięstwo gości 3:2

#### Tabela
| Lp. | Drużyna              | Pkt | Mecze | Mecze | Mecze | Sety | Sety | Sety  | Małe punkty | Małe punkty | Małe punkty |
| Lp. | Drużyna              | Pkt | M     | W     | P     | wyg. | prz. | stos. | zdob.       | str.        | stos.       |
| --- | -------------------- | --- | ----- | ----- | ----- | ---- | ---- | ----- | ----------- | ----------- | ----------- |
| 1.  | Gradis Maribor       | 26  | 14    | 13    | 1     | 39   | 10   | 3.90  | 681         | 433         | 1.57        |
| 2.  | Salonit Anhovo Kanal | 24  | 14    | 12    | 2     | 39   | 13   | 3.00  | 733         | 515         | 1.42        |
| 3.  | A Banka Olimpija     | 18  | 14    | 9     | 5     | 30   | 20   | 1.50  | 598         | 591         | 1.01        |
| 4.  | Fužinar              | 16  | 14    | 8     | 6     | 30   | 22   | 1.36  | 650         | 604         | 1.08        |
| 5.  | Pomgrad              | 14  | 14    | 7     | 7     | 26   | 24   | 1.08  | 602         | 558         | 1.08        |
| 6.  | Krka Novo mesto      | 8   | 14    | 4     | 10    | 20   | 36   | 0.56  | 614         | 734         | 0.84        |
| 7.  | Šoštanj Topolšica    | 4   | 14    | 2     | 12    | 13   | 39   | 0.33  | 511         | 710         | 0.72        |
| 8.  | Kamnik               | 2   | 14    | 1     | 13    | 8    | 41   | 0.20  | 458         | 702         | 0.65        |

Źródło: OZS (słoweń.)
Zasady ustalania kolejności: 1. liczba zdobytych punktów; 2. wyższy stosunek setów; 3. wyższy stosunek małych punktów.
Punktacja: zwycięstwo – 2 pkt; porażka – 0 pkt
     Finały

### 1B. DOL

#### Tabela
| Lp. | Drużyna                            | Pkt | Mecze | Mecze | Mecze | Sety | Sety | Sety  | Małe punkty | Małe punkty | Małe punkty |
| Lp. | Drużyna                            | Pkt | M     | W     | P     | wyg. | prz. | stos. | zdob.       | str.        | stos.       |
| --- | ---------------------------------- | --- | ----- | ----- | ----- | ---- | ---- | ----- | ----------- | ----------- | ----------- |
| 1.  | Minolta Bled                       | 26  | 14    | 13    | 1     | 40   | 5    | 8.00  | 656         | 348         | 1.89        |
| 2.  | Termo Lubnik Škofja Loka           | 22  | 14    | 11    | 3     | 36   | 16   | 2.25  | 694         | 511         | 1.36        |
| 3.  | Hotel Simonov Zaliv Izola          | 18  | 14    | 9     | 5     | 35   | 21   | 1.67  | 727         | 591         | 1.23        |
| 4.  | Granit Preskrba Slovenska Bistrica | 16  | 14    | 8     | 6     | 29   | 23   | 1.26  | 674         | 603         | 1.12        |
| 5.  | Ljutomer                           | 12  | 14    | 6     | 8     | 21   | 27   | 0.78  | 522         | 567         | 0.92        |
| 6.  | Žužemberk                          | 12  | 14    | 6     | 8     | 19   | 26   | 0.73  | 509         | 529         | 0.96        |
| 7.  | Črnuče                             | 4   | 14    | 2     | 12    | 10   | 38   | 0.26  | 369         | 685         | 0.54        |
| 8.  | Žirovnica                          | 2   | 14    | 1     | 13    | 6    | 40   | 0.15  | 345         | 662         | 0.52        |

Źródło: OZS (słoweń.)
Zasady ustalania kolejności: 1. liczba zdobytych punktów; 2. wyższy stosunek setów; 3. wyższy stosunek małych punktów.
Punktacja: zwycięstwo – 2 pkt; porażka – 0 pkt
     Spadek do 2. DOL

## Finały
(do dwóch zwycięstw)
|  | Gradis Maribor | 1 – 2 | Salonit Anhovo Kanal |  |

|  | Gradis Maribor | 3:1 (13:15, 15:7, 15:6, 15:13) | Salonit Anhovo Kanal |  |

|  | Salonit Anhovo Kanal | 3:1 (15:10, 15:10, 2:15, 15:7) | Gradis Maribor |  |

|  | Gradis Maribor | 2:3 (12:15, 8:15, 15:5, 15:9, 10:15) | Salonit Anhovo Kanal |  |

## Klasyfikacja końcowa
| Lp. | Drużyna                            | Uwagi             |
| --- | ---------------------------------- | ----------------- |
| 1.  | Salonit Anhovo Kanal               | 1A. DOL 1997/1998 |
| 2.  | Gradis Maribor                     | 1A. DOL 1997/1998 |
| 3.  | A Banka Olimpija                   | 1A. DOL 1997/1998 |
| 4.  | Fužinar                            | 1A. DOL 1997/1998 |
| 5.  | Pomgrad                            | 1A. DOL 1997/1998 |
| 6.  | Krka Novo mesto                    | 1A. DOL 1997/1998 |
| 7.  | Šoštanj Topolšica                  | 1A. DOL 1997/1998 |
| 8.  | Kamnik                             | 1A. DOL 1997/1998 |
| 9.  | Minolta Bled                       | 1B. DOL 1997/1998 |
| 10. | Termo Lubnik Škofja Loka           | 1B. DOL 1997/1998 |
| 11. | Hotel Simonov Zaliv Izola          | 1B. DOL 1997/1998 |
| 12. | Granit Preskrba Slovenska Bistrica | 1B. DOL 1997/1998 |
| 13. | Ljutomer                           | 1B. DOL 1997/1998 |
| 14. | Žužemberk                          | 1B. DOL 1997/1998 |
| 15. | Črnuče                             | 2. DOL 1997/1998  |
| 16. | Žirovnica                          | 2. DOL 1997/1998  |

     Puchar Europy Mistrzów Klubowych 1997/1998
     Puchar Europy Zdobywców Pucharów 1997/1998
     Puchar CEV 1997/1998
     Spadek do 2. DOL